# فرد كوبر
فرد كوبر (بالإنجليزية: Fred Cooper)‏ (18 نوفمبر 1934 في المملكة المتحدة - 1 أبريل 1972 بإنجلترا في المملكة المتحدة) هو لاعب كرة قدم بريطاني في مركز الدفاع. لعب مع وست هام يونايتد.